# Appenheim
Appenheim est une municipalité de la Verbandsgemeinde Gau-Algesheim, dans l'arrondissement de Mayence-Bingen, en Rhénanie-Palatinat, dans l'ouest de l'Allemagne.

## Références

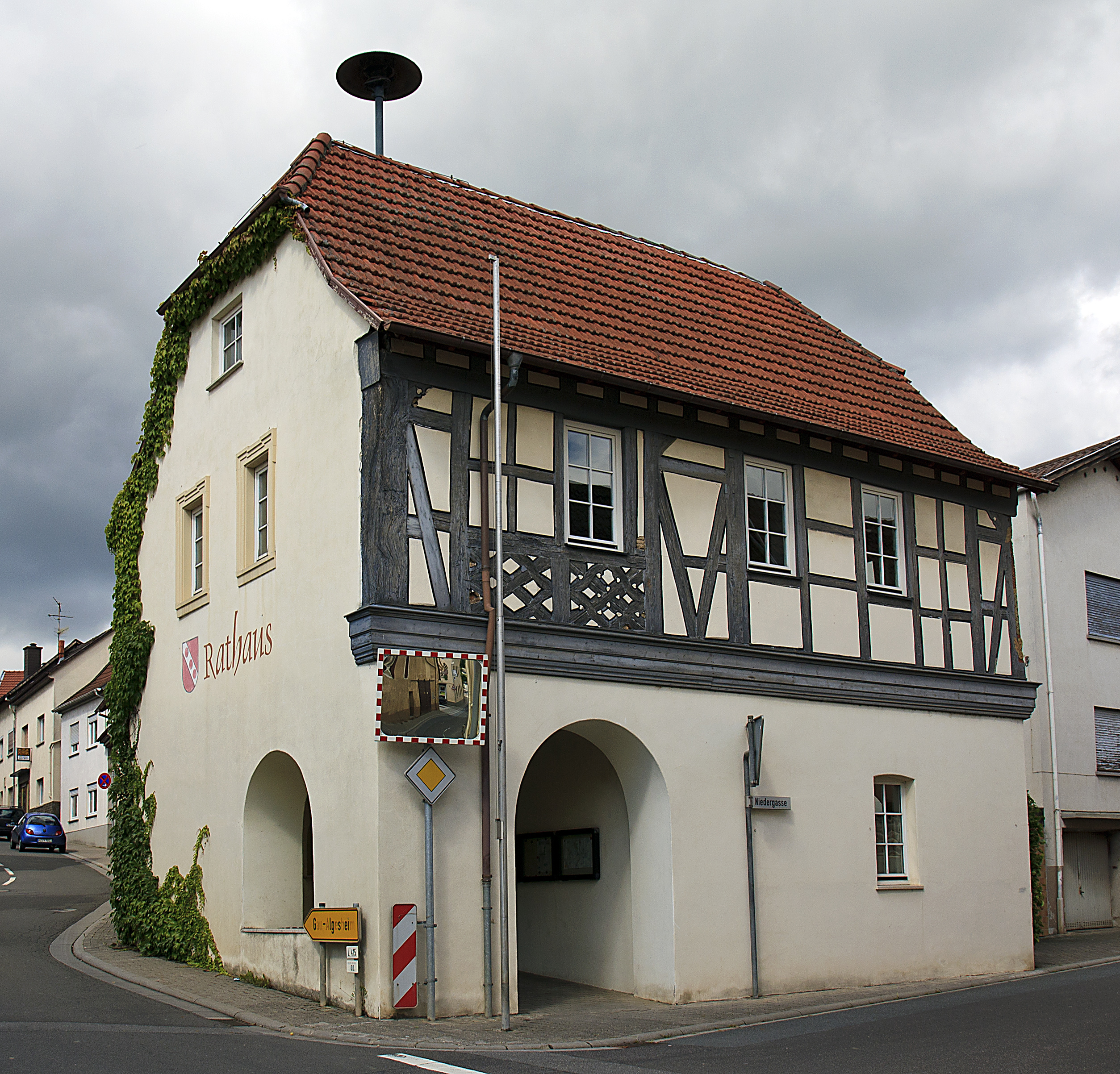
Mairie d'Appenheim

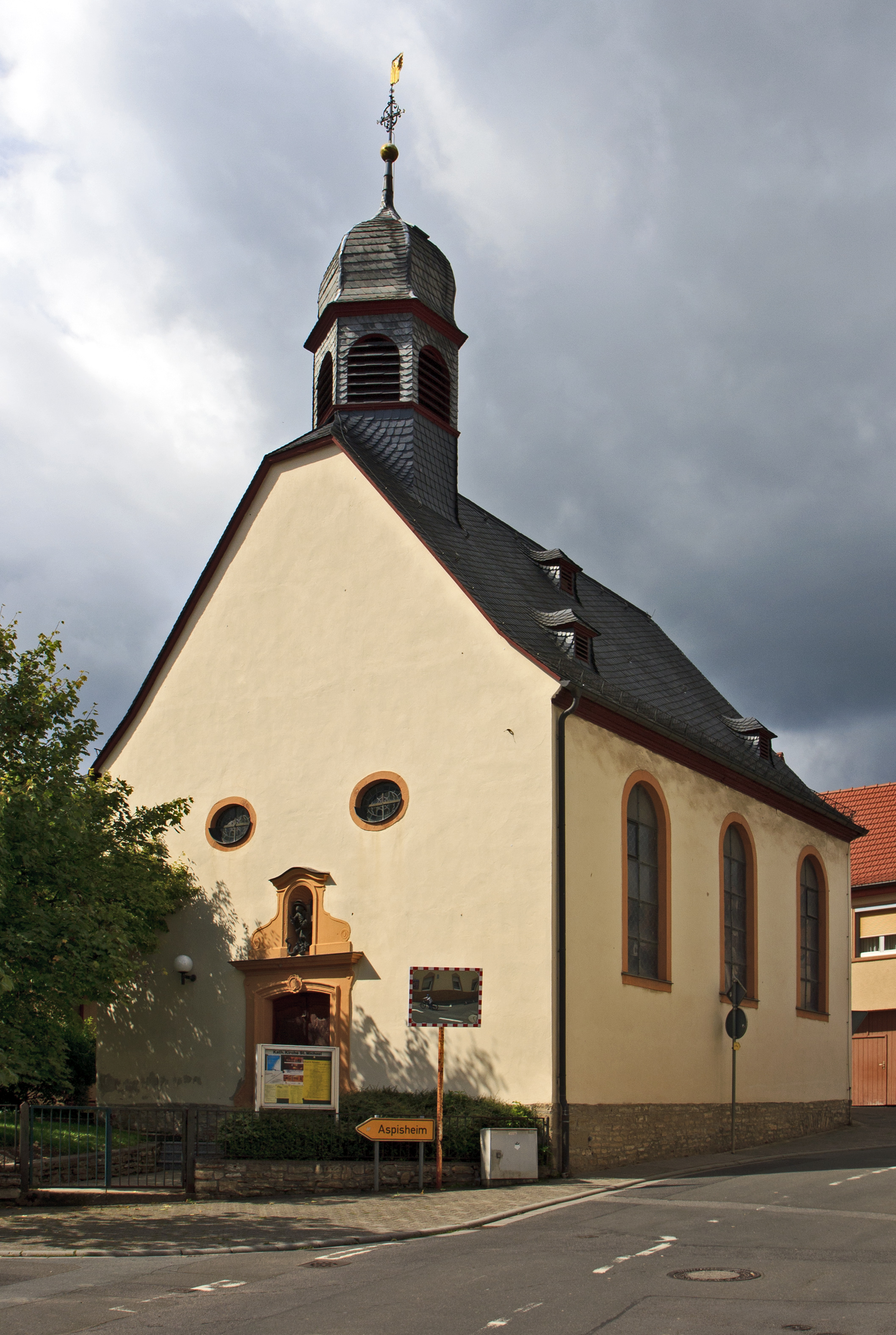
Église catholique St. Michael d'Appenheim

## Jumelage
- Apfelstädt, arrondissement de Gotha, Allemagne
- Marano di Valpolicella, province de Vérone, Italie